# Lionello Venturi
Lionello Venturi (Modena, 25 aprile 1885 – Roma, 14 agosto 1961) è stato un critico d'arte e storico dell'arte italiano.
Si distinse per essere stato uno dei pochi docenti universitari che si rifiutarono di prestare il giuramento di fedeltà al Fascismo.

## Biografia
Figlio di Adolfo, fu uno dei 12 docenti universitari che nel 1931 rifiutarono di prestare il Giuramento di fedeltà al Fascismo, perdendo così la cattedra. Si trasferì a Parigi, dove rimase sino al 1939, e poi a New York fino al 1944. Nel 1945 ritornò in Italia, a Roma, dove riprese l'insegnamento universitario sino al 1955.
Ottenne la maturità classica presso il liceo classico E. Q. Visconti di Roma (Collegio Romano) e si laureò in Lettere a Roma nel 1907. Nel 1909-10 aveva ricoperto la carica di ispettore delle Gallerie di Venezia e nel 1911-12 della Galleria Borghese a Roma. Sempre nel 1911 aveva conseguito la libera docenza in Storia dell'arte medievale e moderna a Padova (subito trasferita a Roma). Nel 1913-14 fu Direttore e Sovrintendente della Galleria Nazionale di Urbino. Nel 1914-15 ottenne un incarico di Storia dell'arte nell'Università degli Studi di Torino e subito dopo venne nominato professore straordinario nella stessa università. Con l'entrata in guerra dell'Italia si arruolò volontario, tenente in una compagnia di mitraglieri. Ferito all'occhio destro durante un'azione di guerra, per la quale si guadagnò una medaglia al valor militare, fu congedato nel 1917. Nel 1919 fu nominato professore ordinario all'Università di Torino ed insegnò continuativamente sino al 1931. Qui intrecciò un legame di amicizia e di collaborazione con quell'eclettico imprenditore e mecenate che fu Riccardo Gualino che lo coinvolse nella stimolante avventura del Teatro di Torino.
A Parigi fece parte del nucleo antifascista di Giustizia e Libertà e, al suo arrivo a New York, nel 1939, aderì anche con incarichi direttivi alla "Mazzini Society", fondata da Gaetano Salvemini assieme, tra gli altri, a Giuseppe Antonio Borgese, Randolfo Pacciardi, Aldo Garosci, Carlo Sforza, Alberto Tarchiani e Max Ascoli.
Negli anni francesi tenne corsi e conferenze nelle università di Parigi, Lione, Londra, Cambridge ma anche negli Stati Uniti dove si recò almeno due volte prima di trasferirvisi nel '39. Pur domiciliato a New York, da questa data insegnò nella Johns Hopkins University di Baltimora, nella University of California, nell'Università di Città del Messico, nella École Libre de Hautes Études della stessa New York e in altre città tra cui Chicago, Detroit e Filadelfia.
Nel 1945 venne richiamato in Italia per riprendere il suo posto nell'Università di Torino ma chiese ed ottenne il trasferimento del suo ruolo a Roma.
Tra le sue molte pubblicazioni sulla storia e sulla critica dell'arte, spiccano Giorgione e il Giorgionismo del 1913; La critica e l'arte di Leonardo da Vinci del 1919; Il gusto dei primitivi del 1926; Pretesti di critica del 1929; Storia della critica d'arte prima edita in lingua inglese (1936), poi in francese (1938) e solo nel 1945 in italiano (seconda edizione 1948). Fondamentali sono stati ancora altri suoi studi su Caravaggio, Modigliani (1930), Cézanne (di cui pubblicò il primo catalogue raisonné, "Cézanne. Son art, son œuvre", nel 1936) e gli Impressionisti francesi (1936, 1939, 1940, 1943 ecc.), Rouault (1940 e 1943), Marc Chagall (1945), Lalla Romano, Mario Soldati, Spazzapan, Severini ecc.
Tra le varie mostre organizzate si evidenzia quella del 1958, a Roma, "Nuove tendenze dell'arte italiana" nella sede della Rome - New York Art Foundation, dove espose, tra gli altri Mimmo Rotella.
Tra i suoi allievi anche Giulio Carlo Argan, Cesare Brandi, Giovanni Urbani, Valentino Martinelli, Maurizio Calvesi, Nello Ponente, Enrico Crispolti, Eugenio Battisti,  Luigi Grassi, Creigthon E. Gilbert, Giovanni Carandente, Mario Soldati, Ilaria Toesca. Seguì i suoi corsi anche Lalla Romano, laureatasi poi in letteratura italiana.
La biblioteca dell'illustre studioso è attualmente divisa in tre parti tra gli atenei di Roma (Dipartimento di Storia dell'arte della Sapienza), Perugia e Torino. Nel Dipartimento di Storia dell'arte della Sapienza Università di Roma è conservato l'Archivio di Lionello Venturi, donato dagli eredi nel 1996. 
Era padre dello storico Franco Venturi, di Rosabianca Venturi (moglie dell'editore Albert Skira) e di Lauro Venturi (regista del documentario su Chagall del 1963, che vinse l'Oscar l'anno successivo, e di un documentario su Pierre Bonnard del 1964).